# Blackfriars (metrostation)
Blackfriars is een station van de metro van Londen aan de District Line en Circle Line voor de westkant van het gelijknamige spoorwegstation dat in 1866 onder de naam St. Paul's werd geopend door de London, Chatham and Dover Railway company. Het werd in 1870 geopend als het oostelijke eindpunt van de District Line, in 1871 volgde een verdere verlenging van de District Line naar het oosten. Door een verbinding met de Metropolitan line in 1884 werd het mogelijk om met de Inner Circle van de underground een hele ronde door de stad te maken. De Circle Line werd echter pas in 1949 geformaliseerd als zelfstandige lijn op de kaart met lijnkleur geel.  Van maart 2009 tot 20 februari 2012 was het metrostation gesloten. Tijdens de verbouwing werd het metrostation opgeknapt en een nieuwe zuidelijke ingang opende op 5 december 2011.

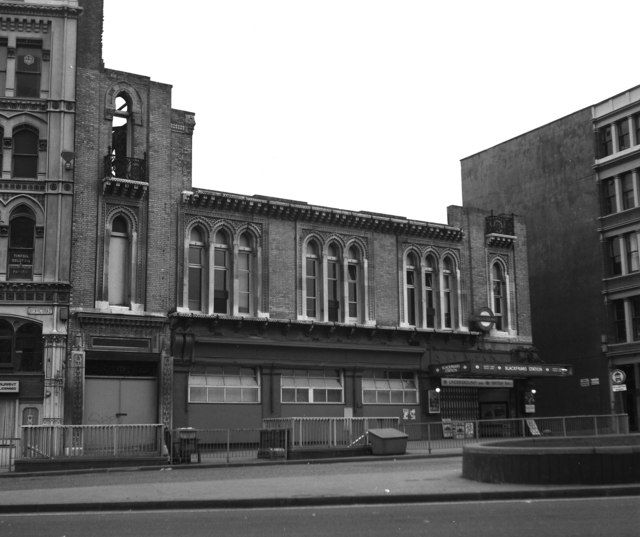
Het metrostation in 1977.
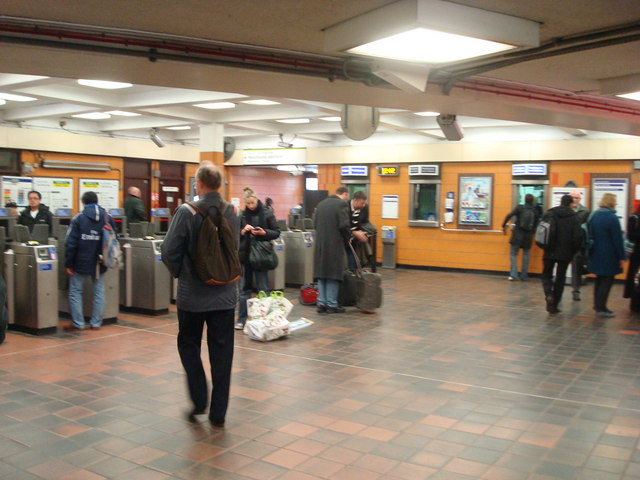
De toegangspoortjes van de metro.
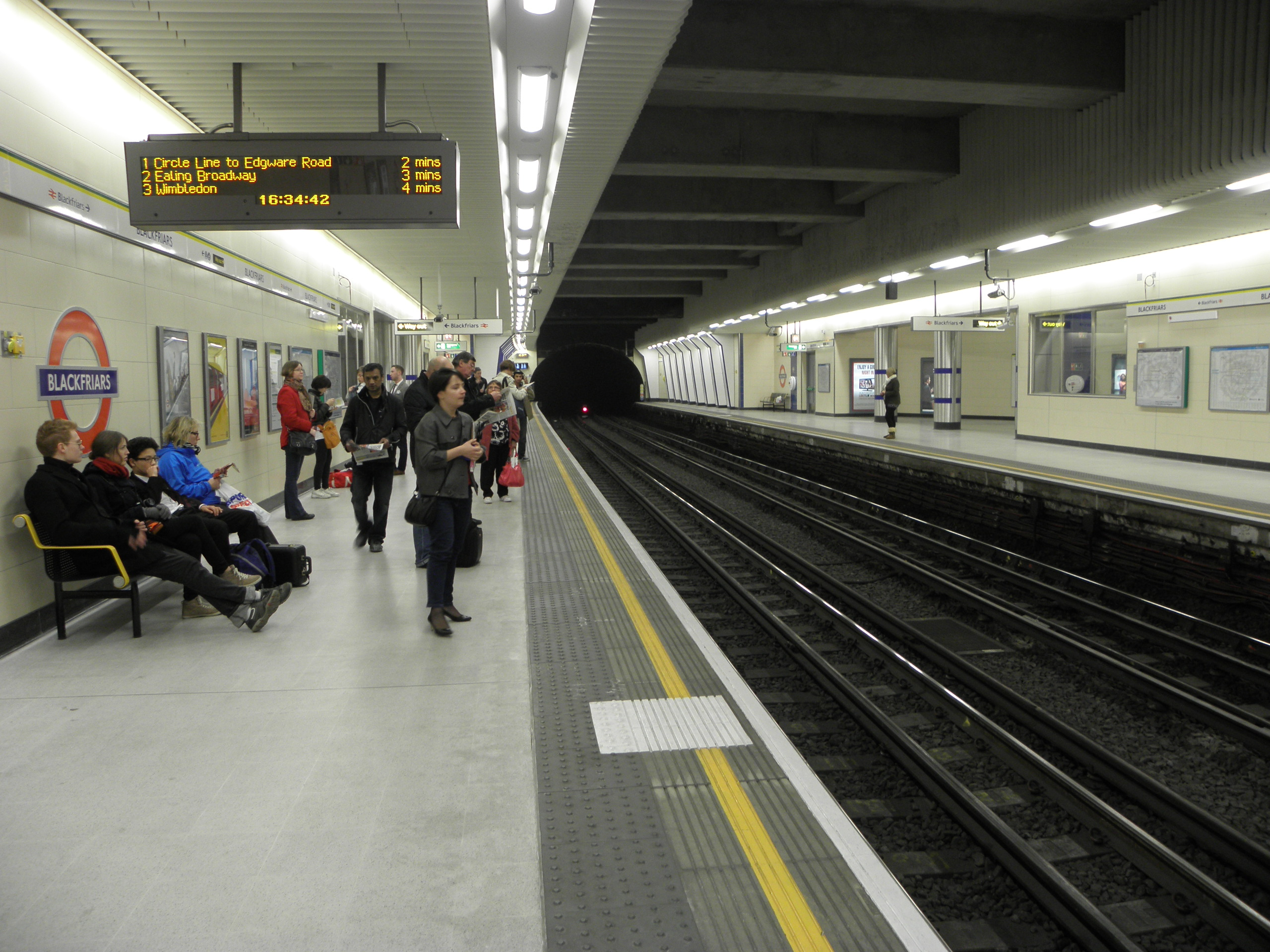
De perrons na de verbouwing in 2012.

Het spoorwegstation ligt Noord Zuid boven het metrostation aan de Thameslink door het centrum van Londen. Het metrostation ligt in een uitgraving die bij de verbouwing van 2012 werd overkluisd. De perrons liggen aan de buitenkant van het dubbelsporige metrotraject langs de noordoever van de Theems.

## Busverbindingen
Lijnen 45 en 63 vertrekken van New Bridge Street, lijnen 100 en 388 vanaf Queen Victoria Street.
| Lijn | Route |
| ---- | --- |
| 45   | St Pancras/Kings Cross - Holborn - Blackfriars - Elephant & Castle - Camberwell - Brixton - Clapham Park    |
| 63   | Kings Cross/St Pancras - Farringdon - Blackfriars - Elephant & Castle - Old Kent Road - Peckham - Honor Oak |
| 100  | Shadwell - Wapping - Tower Gateway - Aldgate - Moorgate - St Pauls - Blackfriars - Elephant & Castle        |
| 388  | Hackney Wick - Cambridge Heath - Bethnal Green - Shoreditch - Liverpool Street - Bank - Blackfriars         |

Hammersmith · 
Goldhawk Road · 
Shepherd's Bush Market · 
Wood Lane · 
Latimer Road · 
Ladbroke Grove · 
Westbourne Park · 
Royal Oak · 
Paddington · 
Edgware Road · 
Baker Street · 
Great Portland Street · 
Euston Square · 
King's Cross St. Pancras · 
Farringdon · 
Barbican · 
Moorgate · 
Liverpool Street · 
Aldgate · 
Tower Hill · 
Monument · 
Cannon Street · 
Mansion House · 
Blackfriars · 
Temple · 
Embankment · 
Westminster · 
St. James's Park · 
Victoria · 
Sloane Square · 
South Kensington · 
Gloucester Road · 
High Street Kensington · 
Notting Hill Gate · 
Bayswater · 
Paddington · 
Edgware Road